# Попешть (Ніколає-Белческу, Вилча)
Попешть, Попешті (рум. Popești) — село у повіті Вилча в Румунії. Входить до складу комуни Ніколає-Белческу.
Село розташоване на відстані 140 км на північний захід від Бухареста, 16 км на південний схід від Римніку-Вилчі, 90 км на північний схід від Крайови, 115 км на південний захід від Брашова.

## Населення
За даними перепису населення 2002 року у селі проживали 24 особи, усі — румуни. Усі жителі села рідною мовою назвали румунську.